# Waking Hours
Waking Hours è il secondo album del gruppo musicale britannico Del Amitri, pubblicato nel luglio 1989.

## Descrizione
L'album è stato pubblicato dalla A&M in formato LP, musicassetta e CD. I brani sono interamente composti dai membri dello stesso gruppo: tutti portano la firma di Justin Currie, che risulta l'unico autore di 6 pezzi, mentre in "Move Away Jimmy Blue" e "You're Gone" collabora con Iain Harvie, e infine in "Kiss This Thing Goodbye" e "Hatful of Rain" a loro si affianca Mick Slaven.
Dal disco sono stati estratti i singoli "Kiss This Thing Goodbye", "Stone Cold Sober", "Nothing Ever Happens" e, l'anno seguente, "Move Away Jimmy Blue".

## Tracce

### Lato A
1. Kiss This Thing Goodbye
2. Opposite View
3. Move Away Jimmy Blue
4. Stone Cold Sober
5. You're Gone

### Lato B
1. When I Want You
2. This Side of the Morning
3. Empty
4. Hatful of Rain
5. Nothing Ever Happens